# Марєєв Андрій Олексійович
Марєєв Андрій Олексійович (нар. 18 лютого 1966, Запоріжжя — пом. 1996) — радянський та український футболіст, який виступав на позиції півзахисника.

## Біографія
Відомий виступами, насамперед, за запорізькі «Торпедо» та «Металург», за які Андрій сумарно грав більше 6 років.
Був у складі збірної УРСР на Спартакіаді 1986 року.
Помер у 1996 році.